# أوروغويانيون سوريون
سوريون أوروغويانيون هم مواطنون أوروغواي من أصل سوري أو سوري المولد متجنس أوروغواي.

## الخلفية التاريخية
يوجد في أوروغواي عدة آلاف من السكان من أصول عربية, وأسلافهم جاءوا في الغالب من لبنان. جاءت أقلية أيضا من سوريا.
وكان بينهم مسلمون ومسيحيون وبعض اليهود.

## موجة جديدة من الهجرة في القرن الحادي والعشرين
اعتبارًا من أكتوبر 2014, استقبلت أوروغواي تدفقًا جديدًا لهجرة الشعب السوري, هذه المرة كنتيجة للحرب الأهلية السورية. استقبل الرئيس خوسيه موخيكا 42 سوريًا من خمس عائلات في 9 أكتوبر. بسبب الدعم غير الكافي المزعوم من الحكومة, سخر بعض السوريين في عام 2015 وطلبوا تأشيرة لمغادرة البلاد. وبحسب ما ورد حاولت إحدى العائلات مغادرة أوروغواي عبر صربيا في أغسطس 2015, لكن أُعيدت بسبب فقدان التأشيرة.

## أبرز السوريون الأوروغويانيون
- أمير حامد (1962-2017) مترجم
- خورخي أنطونيو (1917-2007), رجل أعمال وشخصية سياسية
- أمين النفوري (مواليد 1971) سياسي
- راكيل درويش (مواليد 1953) صحفي

## أنظر أيضا
- الشتات السوري
- لبنانيون أوروغويانيون
- عرب الأوروغواي